# Баум, Лаймен Фрэнк
Ла́ймен Фрэнк Ба́ум, или Ла́йман Фрэнк Бом (англ. Lyman Frank Baum; 15 мая 1856 года, Читтенанго, США — 6 мая 1919 года, Голливуд, США) — американский писатель, поэт, драматург, сценарист, актёр, кинопродюсер, классик детской литературы и создатель волшебной страны Оз. Его книги были десятки раз экранизированы и породили множество подражаний и пародий.

## Биография
Фрэнк Баум родился в Читтенанго, штат Нью-Йорк в набожной семье немецкого, шотландско-ирландского и английского происхождения. Его родители Синтия Энн (урождённая Стэнтон) и Бенджамин Уорд Баум назвали его Лайменом в честь его дяди, однако мальчик не очень любил это имя, поэтому предпочитал, чтобы его называли вторым именем — Фрэнк.
Бенджамин Баум был состоятельным бизнесменом, сделавшим состояние на Пенсильванской нефтяной лихорадке. Фрэнк вырос в богатом имении родителей Роза Лоун, которое он всегда вспоминал с любовью. В возрасте 12 лет он был отправлен на обучение в военную академию в Пикскилл, Нью-Йорк. Баум был болезненным и мечтательным ребёнком, и родители решили, что ему необходима дисциплина. Но после двух ужасных лет в академии ему разрешили вернуться домой.
Мальчик начал писать в раннем возрасте. Обнаружив это, отец купил игрушечный типографский станок, на котором Фрэнк с его братом Генри печатали «Домашний журнал Розы Лоун». Братья напечатали несколько номеров, которые, возможно, были проданы.
В 20 лет у Баума появилось новое хобби — разведение домашней птицы, модное увлечение Америки того времени. Он специализировался на выведении породы Гамбургская. В марте 1880 года он начал издавать журнал по птицеводству, а в 1886 году написал свою первую книгу — «Краткое руководство по разведению, воспитанию и содержанию гамбургских кур».
Примерно в то же время Баум увлёкся театром, однако это принесло немало неприятностей. Он был приглашён в заезжую труппу с одним условием — костюмы должны были быть свои. Баум закупил самые дорогие костюмы и парики, но они разошлись по сундукам других актёров, а Фрэнку достались роли без слов. Но этот обман не сломил Баума, и некоторое время спустя он стал-таки актёром, а также автором мелодрам и владельцем нескольких полупрофессиональных театров, которые кочевали по Среднему Западу и играли для фермеров, лесорубов, рабочих нефтепромыслов в условиях, мало напоминающих театральные. Однажды, вспоминал Баум, давали «Гамлета» на сцене, сооружённой наспех из досок. Король-Призрак, сделав несколько шагов, рухнул в щель. Неискушённая публика, приняв это за эффектный трюк, стала требовать его повторения и не угомонилась до тех пор, пока актёр не пригрозил подать в суд за синяки от многократных падений.
После женитьбы и рождения сына Баум пережил банкротство, смерть отца и пожар, уничтоживший разом всё театральное имущество. Тогда, в 1888 году, семья Баумов в поисках счастья отправилась на Запад, в город Абердин (Южная Дакота), насчитывающий около трёх тысяч жителей. На последние деньги Фрэнк Баум открыл в городе первый универсальный магазин, где продавалась по дешёвке всякая всячина — китайские фонарики, кастрюли, сладости, велосипеды. Магазин пользовался бешеным успехом у детей: их притягивало сюда не столько мороженое, сколько волшебные истории, которые продавец рассказывал безотказно и с искренним увлечением. Он и в кредите никому не отказывал. Число должников росло, а скромный капитал Баума таял. Под новый 1890 год магазин закрылся навсегда, что не помешало хозяину-банкроту устроить вечеринку по случаю рождения второго сына.
Месяц спустя он занял место редактора газеты «Пионер Дакоты». Материалы в номер Баум поставлял почти единолично. Учитывая особенности его характера, неудивительно, что более всего в газете удавалась юмористическая колонка. В газете мелькнула и такая шутка на злобу дня:

«Есть ли корм для скотины?» — спрашивают бедолагу-фермера. «Нет, — отвечает тот, — да я придумал надевать ей зелёные очки и кормить опилками».
Годы спустя этот «фокус» припомнился Бауму-сказочнику: Волшебник на всех входящих в его город прикажет надевать зелёные очки, преображающие любое стёклышко в изумруд.
Не чуждался Баум и политической публицистики. 20 декабря 1890 года в редакционной колонке газеты «Абердинский субботний пионер» (Aberdeen Saturday Pioneer) о гибели Сидящего Быка он предложил полностью уничтожить индейцев, а 3 января 1891 одобрил расправу над индейцами в Вундед-Ни, написав:

«Пионер» уже заявлял, что наша безопасность требует полного уничтожения индейцев. Притесняя их в течение веков, нам следует, чтобы защитить нашу цивилизацию, ещё раз их притеснить и стереть, наконец, этих диких и неприручаемых тварей с лица земли.
Оригинальный текст (англ.)The Pioneer has before declared that our only safety depends upon the total extermination of the Indians. Having wronged them for centuries, we had better, in order to protect our civilizations, follow it up by one more wrong and wipe these untamed and untamable creatures from the face of the earth.— 
Потомки писателя принесли публичные извинения индейцам. Газета «Пионер Дакоты» продержалась чуть больше года. Горюя по поводу очередного разорения, семейство в то же время и радовалось: родился третий сын.
Не найдя счастья на Западе, Баумы двинулись обратно на Восток — в бурно растущий Чикаго. Безденежье и неустроенность притащились следом.
Тогда-то Бауму и пришла в голову мысль попробовать писать для детей. В 1897 году он опубликовал «Рассказы Матушки Гусыни в прозе» — остроумные вариации на темы традиционных детских побасёнок. Опыт оказался удачным. Но всерьёз поворот в его судьбе обозначится позже, когда сначала в воображении, потом на бумаге (огрызок карандаша, которым писался тот первый черновой вариант, Баум сохранил как реликвию) родилась сказка о девочке Дороти, Страшиле, Железном Дровосеке, Трусливом Льве, Волшебнике и их удивительных приключениях в некоей сказочной стране. Страна была ещё безымянной.
Имя, если верить семейной легенде Баумов, родилось майским вечером 1898 года, когда в гостиной собралась, как обычно, своя и соседская детвора и хозяин дома, на ходу импровизируя, рассказывал одну из своих сказок. «Где же всё это было, мистер Баум?» — спросил детский голосок. «А было это в стране под названием… — взгляд рассказчика, обежав комнату в поисках подсказки, случайно упал на старинное бюро в углу с ящиками для домашней картотеки, на верхнем значились буквы A — N, на нижнем O — Z. — …Оз!» Так получил имя новорождённый сказочный мир. Сам Баум этому событию поначалу совсем не придал значения. Но читатели-дети отреагировали иначе: они присылали письма, приезжали, приходили в гости и требовали, чтобы неудачливый актёр, торговец, журналист и птицевод занялся, наконец, своим делом, — требовали новой сказки о стране Оз.
Баум сдался, хотя и не сразу. Только в 1904 году появилось на свет продолжение «Удивительного Волшебника из страны Оз» (1900). Новая сказка называлась «Страна Оз». В ней нет Дороти, но есть её друзья Страшила и Железный Дровосек, есть и новые необыкновенные персонажи: Тыквоголовый Джек, нелепое славное существо, сооружённое из жердей и тыквы и оживлённое с помощью волшебного порошка; Ко́злы, благодаря тому же порошку превратившиеся в лихого скакуна; самодовольный педант Жук-Кувыркун и мальчик Тип — на самом деле заколдованная принцесса Озма, законная правительница страны Оз.
В «Озме из страны Оз» (1906) действие происходит вне пределов Оз, но тоже в сказочном королевстве. По упорным настояниям читателей в повествовании вновь появляется Дороти, а с ней вместе — два других персонажа, которые будут потом переходить из сказки в сказку: практичная, здравомыслящая курица Биллина и медный заводной человек (только шестнадцать лет спустя чешский писатель Карел Чапек придумает слово «робот») Тик-Ток.
В следующих двух сказках — «Дороти и Волшебник в стране Оз» (1908) и «Путешествие в страну Оз» (1909) — спутниками Дороти в её странствиях по миру чудес оказываются Волшебник (встреченный ею — в самой первой книге — В Изумрудном Городе, а потом улетевший неизвестно куда) и Косматый, нищий бродяжка родом из Канзаса. Попав в блаженные пределы Оз, тот и другой решают остаться там навсегда.
К этому времени Баум начал уже уставать от растянувшегося на годы сказочного «сериала» и твёрдо решил, что шестая сказка — «Изумрудный город страны Оз» (1910) — будет последней. В ней читатель узнаёт, что вокруг страны Оз возведена стена и отныне её сообщение с внешним миром невозможно. Поставив эту, как он полагал, точку, Баум принялся экспериментировать с новыми сказочными сюжетами о необыкновенных приключениях девочки Трот и старого моряка капитана Билла в морской пучине и в поднебесье. Но книги эти — «Морские феи» (1911) и «Остров на небесах» (1912) — принять в качестве замены сказкам о стране Оз публика отказалась. В конце концов автор вынужден был «подселить» своих новых героев ко двору принцессы Озмы и установить с ним «телеграфную связь», о чём и поспешил оповестить своих читателей. Баум понял, что его судьба — быть «придворным историком Оз», и свой долг в дальнейшем исполнял пунктуально: новая сказка об Оз стала его традиционным рождественским подарком американским детям. Так появилась «Лоскутушка из Страны Оз» (1915), «Ринкитинк в стране Оз» (1916), «Пропавшая принцесса страны Оз» (1917), «Железный Дровосек из страны Оз» (1918), «Волшебство страны Оз» (1919) и «Глинда из страны Оз» (1920, эта книга вышла уже после смерти автора).
Сказки пользовались успехом и любовью, а Баум, со своим беспокойным нравом вечного искателя и фантазёра, не успевал экспериментировать: предлагал свои книжки для театров, пытался (правда, неудачно) снимать по ним кино. Говорят, что в последние годы жизни он мечтал создать на каком-то острове вблизи Калифорнии (биографы искали, да так и не нашли этот остров на картах) детский увеселительный парк — вроде «Диснейленда», который позднее будет создан Уолтом Диснеем.

## Смерть
К 1919 году здоровье Баума, уже давно ухудшавшееся, достигло своей критической точки; у Фрэнка Баума случился инсульт. Он пролежал в больнице несколько недель, находясь в коме, но иногда приходя в сознание. 6 мая Баум очнулся незадолго до смерти и умер в сознании в возрасте 62 лет. Его последними словами были: «Теперь мы пересечём Гибельную Пустыню…».
Даже четыре-пять десятилетий спустя издательство «Рейли и Ли», при жизни Баума выпускавшее все его сказки, продолжало получать от детей письма — в среднем по четыре в год, — адресованные лично Фрэнку Бауму.